# Dora Koster
Dora Koster (* 5. Juni 1939 in St. Gallen; † 29. November 2017 in Zürich) war eine Schweizer Schriftstellerin, Malerin und ehemalige Prostituierte. Sie war auch bekannt unter den Pseudonymen Oiseau Bleu/Blauer Vogel, Platonia Mars und Isa Syltjé.

## Leben
Koster verbrachte ihre ersten Jahre bei den Grosseltern mütterlicherseits im Elsass. Nach dem Zweiten Weltkrieg kehrte ihre Mutter mit ihr 1945 in die Schweiz zurück. Dora Koster lebte bis zu ihrem zwanzigsten Lebensjahr in 35 verschiedenen Familien, acht Kinderheimen und zuletzt in einem Internat, in dem sie musisch geprägt wurde. Mit zwanzig Jahren verliess sie die Schweiz und arbeitete in Paris an der Place des Vosges, beim Rabbiner David Feuerwerker als Gouvernante. Nach ihrer Rückkehr in die Schweiz gelangte Dora Koster in die politische Szene von Genf. Anschliessend arbeitete sie bis zu ihrem vierzigsten Lebensjahr als Angestellte in diversen Firmen und führte in Zürich bis zur Volljährigkeit ihrer Tochter auch eine so genannte Sexklinik.
Ihr erstes Buch Nichts geht mehr. Stationen einer Frau aus dem Milieu (1980) löste an der Buchmesse Frankfurt 1980 ein beträchtliches Echo aus. Koster zog sich als Reaktion auf diese für sie unerwartete Entwicklung bald ins Privatleben zurück. Seither arbeitete sie als Schriftstellerin und Malerin.
Dora Koster engagierte sich in Zürich über 30 Jahre in Freiwilligenarbeit für Aidskranke und Menschen in schwierigen Situationen. Für ihre literarischen Leistungen und ihr soziales Engagement wurden ihr von der Stadt und dem Kanton Zürich und der Insel Helgoland Preise verliehen.
Das ZDF sendete am 31. März 1981 einen dokumentarischen Beitrag über Dora Koster in der Sendereihe «Lebenserfahrungen».
Dora Koster lebte im Zürcher Niederdorf. Sie starb im Alter von 78 Jahren.

## Werke
- Nichts geht mehr. Stationen einer Frau aus dem Milieu. Unionsverlag, Zürich 1980.
- Mücken im Paradies. Ein Politkrimi. Orte, Zürich 1981.
- Sanft und Gefährlich. Gedichte. Benteli, Bern 1981.
- Winkender Mond wir kommen. Gedichte. Froschau, Zürich 1982.
- Geteert und Gefedert. Neuer Malik, Kiel 1983.
- Schattenviolette. Landbote, München 1984.
- Nur ein Sprung in die Welt. Oiseau bleu. Richter, München 1984.
- Blautraum, ein realistisches Märchen. Richter, München 1985.
- Zeitblut. Froschau, Zürich 1987.
- Orchideen und danach. Rauhreif, Zürich 1988.
- Lila Leichen und andere Nettigkeiten. Froschau, Zürich 1993.
- Tanz der Soliden. Briefe. Limmat, Zürich 1994.
- Abschied von den Tigerfinken. Elf Geschichten und ein Vorwort. Froschau, Zürich 1996.
- Mord genehmigt. Ein Zürcher Krimi. Spiro, Zürich 1999.
- Der Himmel ist kein Wahrenhaus. Geschichten und Briefe aus dem Schweizerwald. Wotan, Zürich 1999.
- Merde. Gedichte einer merkwürdigen Liebe. Froschau, Zürich 2003.
- Judas in Jeans. Geschichten eines Schattenwerfers. Froschau, Zürich 2005.

## Film
- Hans-Dieter Grabe: Dora Koster – Prostituierte. Fernseh-Dokumentation. 45. Min. ZDF, 1981.[3]